# Mujib Kassim
Mujib Kassim Hamza (amh. ሙጂብ ቃሲም; ur. 19 października 1995 w Adamie) – piłkarz etiopski grający na pozycji napastnika. Od 2022 jest zawodnikiem klubu Fasil Kenema SC.

## Kariera klubowa
Swoją karierę piłkarską Mujib rozpoczął w klubie Hawassa City SC. W sezonie 2014/2015 zadebiutował w jego barwach w pierwszej lidze etiopskiej. W latach 2016–2018 grał w Adama City. W 2018 przeszedł do Fasil Kenema SC, z którym w sezonie 2020/2021 wywalczył mistrzostwo Etiopii. Jesienią 2021 grał w algierskim JS Kabylie. Na początku 2022 wrócił do Fasil Kenema SC.

## Kariera reprezentacyjna
W reprezentacji Etiopii Mujib zadebiutował 7 czerwca 2015 roku w przegranym 0:1 towarzyskim meczu z Zambią rozegranym w Addis Abebie. W 2022 roku został powołany do kadry na Puchar Narodów Afryki 2021. Rozegrał na nim jeden mecz, grupowy z Republiką Zielonego Przylądka (0:1).